# Live at the Whitehouse
Live at the Whitehouse — официальный концертный альбом шотландской панк-рок-группы The Exploited, вышедший в 1986 году

## Об альбоме
Диск, состоящий из 16 лучших, по мнению вокалиста группы, песен. Отличается от предыдущих live-альбомов хорошим качеством звукозаписи. Альбом был записан во время концерта группы в Вашингтоне в апреле 1985 года и выпущен компанией Combat Records в 1986 году. В 1999 году альбом был переиздан.

## Список композиций
1. Let’s Start a War
2. Jimmy Boyle
3. Don’t Forget the Chaos
4. I Believe in Anarchy
5. God Saved the Queen
6. Alternative
7. Horror Epics
8. Wankers
9. Dead Cities
10. Rival Leaders
11. I Hate You
12. Dogs of War
13. Army Life
14. Sex and Violence
15. Daily News
16. Punk’s Not Dead

## Участники записи
- Уотти Бьюкэн — вокал
- Карл Моррис — гитара
- Тони — бас
- Вилли Бьюкэн — барабаны